# Горки (город)
Го́рки (бел. Го́ркі) — город в Могилёвской области Беларуси. Административный центр Горецкого района. Расположен на реке Проня (бассейн Днепра), где в неё впадает река Поросица.
Численность населения — 28 626 человек (на 1 января 2025 года).

## Геральдика
Герб утверждён решением Горецкого районного исполнительного комитета от 29 мая 2001 года № 6-5. Зарегистрирован в Гербовом матрикуле Республики Беларусь 20 июня 2001 года № 63.
Флаг учреждён Указом Президента Республики Беларусь от 24 августа 2006 года № 526 и зарегистрирован в Государственном геральдическом регистре Республики Беларусь 29 августа 2006 года Б-93. Одобрен решением Горецкого районного исполнительного комитета от 30 июня 2005 года № 7-10.
Флаг создан на основе гербового изображения. Художник В. А. Ляхор.

## История

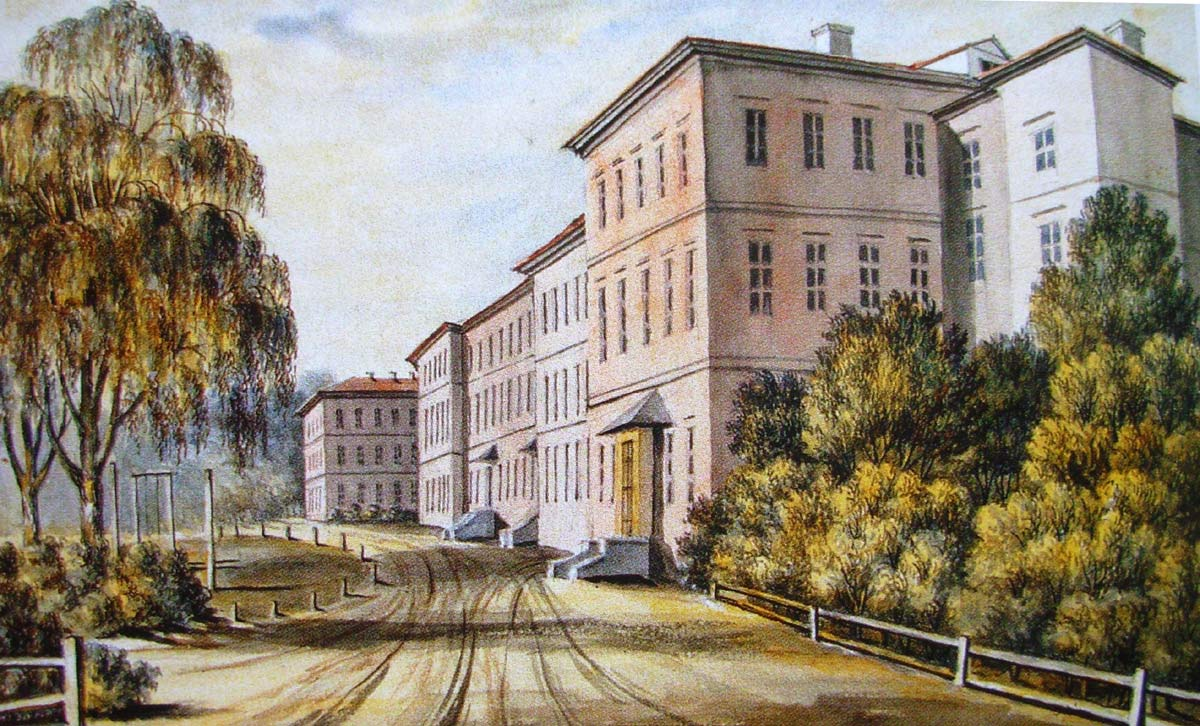
Наполеон Орда, Земледельческий институт, Горки, вторая половина XIX века

Впервые в письменных источниках Горки упоминаются в 1544 году как село Великого княжества Литовского. Первый известный владелец — князь Друцкий-Горский. С 1584 года принадлежали Сапегам. В XVII веке село стало центром Горы-Горецкого имения, до XIX века назывались Горы-Горки. Здесь регулярно проводились ярмарки. В 1683 году насчитывалось 510 домов, было 2 предместья: Казимировская Слобода и Заречье. На 3 рынках торговали купцы из белорусских и российских городов.
С 9 июля по 16 августа 1708 года в Горках находился Пётр I во время Северной войны России со Швецией.
После 1-го раздела Речи Посполитой в 1772 году вошли как местечко Оршанской провинции в Российскую империю. Позднее Горки стали уездным городом Могилёвской губернии.
В Отечественную войну 1812 года в городе погибли более 2 тысяч жителей. В 1829 году имение было конфисковано и перешло в царскую казну. В 1836 году по указу Сената здесь была основана Горыгорецкая земледельческая школа (открыта в 1840 г.), преобразованная в 1842 году в высшую сельскохозяйственную школу, а в 1848 г. реорганизованная в Горыгорецкий земледельческий институт. В 1857—1859 годах в Горках учился Константин Вереницын, автор «Тараса на Парнасе». После восстания 1863 года институт был переведён в Петербург (но в Горках осталось земледельческое училище). Одновременно заработали почтовая станция, аптека, метеостанция.
В 1897 году в Горках проживало 6735 человек, а в 1900 году здесь насчитывались 7990 человек, 29 ремесленных мастерских, больницы при учебных заведениях, 6 аптек.
С 1 января 1919 года Горки в составе БССР, возобновил работу Горецкий сельскохозяйственный институт, преобразованный в 1925 году в Белорусскую сельскохозяйственную академию. Здесь преподавал известный писатель М. Горецкий. 17 июля 1924 года Горки стали центром района. В 1939 году в городе проживали 22,5 тыс. человек.
В годы Великой Отечественной войны оккупантам оказывало сопротивление Горецкое патриотическое подполье.
В октябре 1941 года нацистами были расстреляны более 2500 евреев — узников Горецкого гетто.

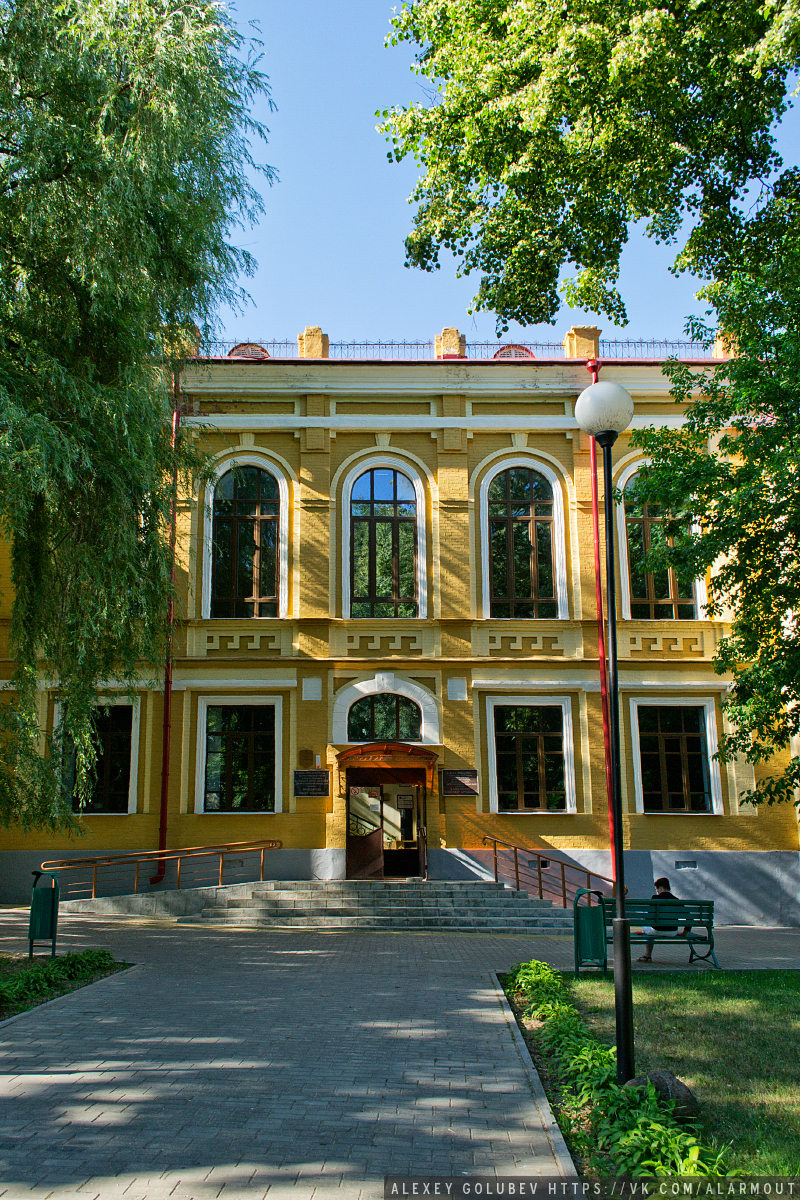

26 июня 1944 года город освободили войска 2-го Белорусского фронта.
29 октября 1982 года стал городом областного подчинения.
1 декабря 1998 года Горецкий район и город Горки объединены в одну административно-территориальную единицу — Горецкий район с административным центром город Горки.

## Население
Численность населения — 28 626 человек (на 1 января 2025 года).
| Численность населения с 1897 года:                                                                                             |
| График не отображается по техническим причинам. Чтобы исправить это, воспроизведите график в новом формате, если это возможно. |

| Год            | 1897 | 1939    | 1959    | 1970    | 1979    | 1989    | 2006    | 2018    | 2020    | 2024    | 2025    |
| -------------- | ---- | ------- | ------- | ------- | ------- | ------- | ------- | ------- | ------- | ------- | ------- |
| Население чел. | 6700 | ▲12 475 | ▲15 099 | ▲22 117 | ▲26 627 | ▲30 905 | ▲32 815 | ▲34 008 | ▼30 500 | ▼28 961 | ▼28 626 |

| Национальный состав по переписи 2009 года | Национальный состав по переписи 2009 года | Национальный состав по переписи 2009 года | Национальный состав по переписи 2009 года | Национальный состав по переписи 2009 года | Национальный состав по переписи 2009 года | Национальный состав по переписи 2009 года | Национальный состав по переписи 2009 года | Национальный состав по переписи 2009 года | Национальный состав по переписи 2009 года | Национальный состав по переписи 2009 года |
| Всего (2009)                              | белорусы                                  | белорусы                                  | русские                                   | русские                                   | туркмены                                  | туркмены                                  | украинцы                                  | украинцы                                  | поляки                                    | поляки                                    |
| ----------------------------------------- | ----------------------------------------- | ----------------------------------------- | ----------------------------------------- | ----------------------------------------- | ----------------------------------------- | ----------------------------------------- | ----------------------------------------- | ----------------------------------------- | ----------------------------------------- | ----------------------------------------- |
| 32 777                                    | 29 422                                    | 89,76%                                    | 1983                                      | 6,05%                                     | 331                                       | 1,01%                                     | 241                                       | 0,74%                                     | 53                                        | 0,16%                                     |
| 32 777                                    | азербайджанцы                             | азербайджанцы                             | армяне                                    | армяне                                    | цыгане                                    | цыгане                                    | грузины                                   | грузины                                   | китайцы                                   | китайцы                                   |
| 32 777                                    | 43                                        | 0,13%                                     | 40                                        | 0,12%                                     | 26                                        | 0,08%                                     | 21                                        | 0,06%                                     | 21                                        | 0,06%                                     |

По данным переписи 1939 года в городе проживало 8638 белорусов (69,2%), 2031 еврей (16,3%), 1385 русских (11,1%), 322 украинца (2,6%), 43 поляка и 56 представителей других народов.

## Экономика
- ОАО «Горкилен»
- ОАО «Према»
- Производится добыча торфа
- РУПП «Могилёвхлебпром» филиал «Горецкий хлебозавод»
- Горецкое РайПО
- ООО «Ремком»

### Промышленность

#### Молочная промышленность
Предприятия по выработке из молока различных молочных продуктов в районе представлены такими предприятиями как: ОАО «Молочные горки», ИООО «Горецкий пищевой комбинат».

#### Лесопромышленный комплекс
Комплекс представлен такими предприятиями как: ГЛХУ Горецкий лесхоз, ООО Прима, ЧПУП Древодар. В настоящее время было ликвидировано предприятие СООО Скайфорест.

### Строительная отрасль
Основные предприятия района в строительной отрасли: ЧУПП «Прометей», ГУКДСП «Горецкая Специализированная Передвижная Механизированная Колонна». Одной из удивительных новостей стало сообщение о том, что власти города решили провести процесс ликвидации ОАО Строитель (ликвидировано), ПМК № 1 (в процессе ликвидации). Эти предприятия, специализирующееся на строительстве и инженерных работах, имели богатую историю и внесли значительный вклад в развитие города. Однако по официальной информации, причины, побудившие власти к такому решению, остаются неясными.

### Инновационная деятельность
Продолжается создание инновационно-промышленного кластера в областях аграрных биотехнологий и "зелёной“ экономики Горецкого района на базе УО ”Белорусская государственная орденов Октябрьской Революции и Трудового Красного Знамени сельскохозяйственная академия“ и ООО ”Технопарк Горки“ (с 2017 года).

## Транспорт

### Железнодорожный транспорт
Железнодорожная станция Погодино Могилёвского отделения Белорусской железной дороги. Ходят поезда региональных линий экономкласса сообщением Кричев-Орша, Орша-Кричев, Орша-Коммунары, поезда межрегиональных линий экономкласса Кричев-Гродно, Гродно-Кричев, Кричев-Орша.

### Автомобильный транспорт
Работает автовокзал. Рейсовые автобусы и маршрутные такси ходят в Минск, Витебск, Могилёв, Гомель, Оршу, Мстиславль, населённые пункты Горецкого района. Город пересекают автодороги республиканского значения Р-70 (Могилёв-Ленино), Р-15 (Лепель — Кричев), Р-123 (Мосток-Дрибин-Горки).

## Средства массовой информации

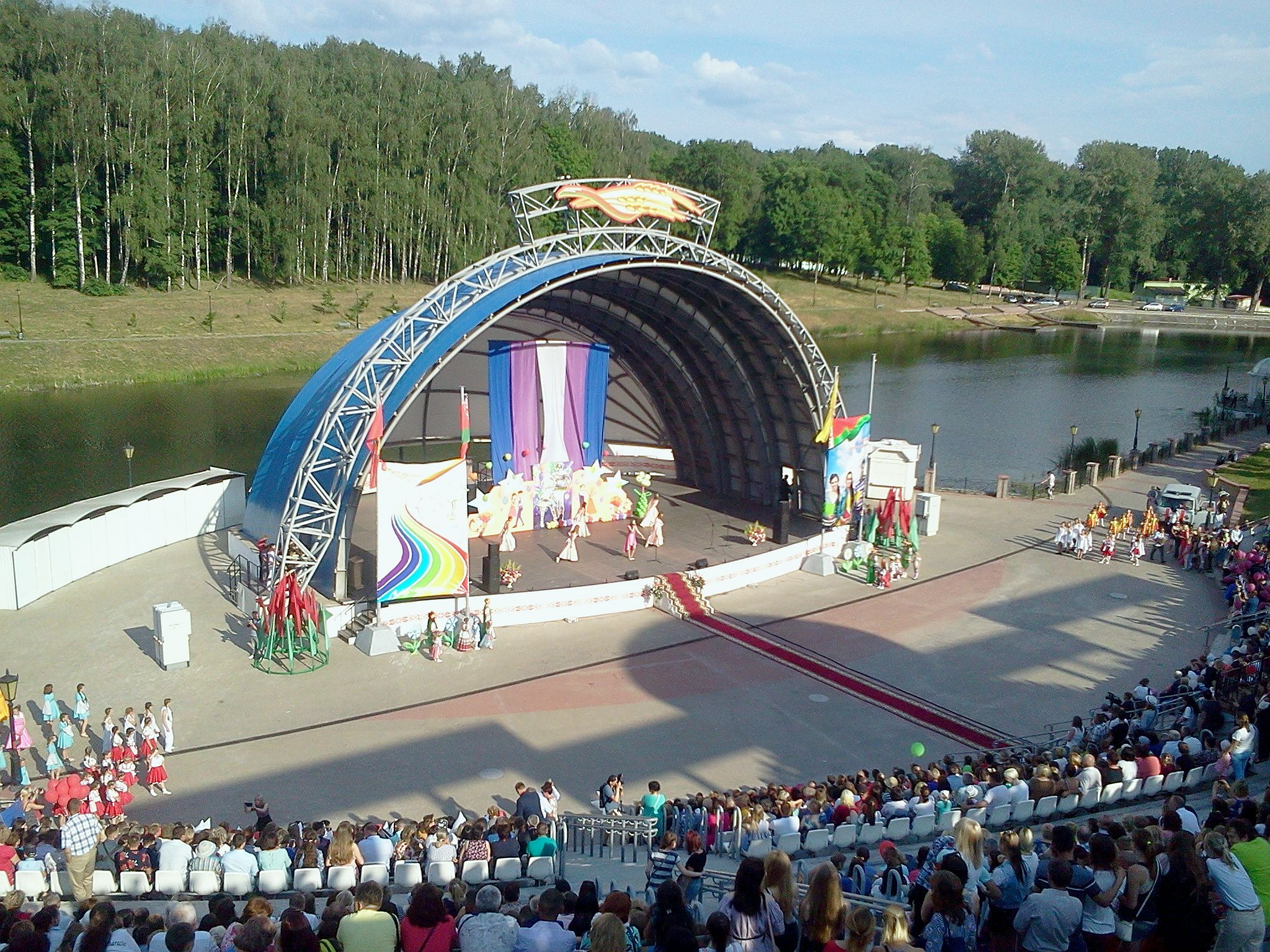

Средства массовой информации представлены областной общеполитической газетой «Узгорак» (выходила в Горецком, Дрибинском и Мстиславском районах до 22 сентября 2022 года), районной газетой «Горацкі веснік» (ранее «Ленинский шлях» тираж более 5 тыс. экз., периодичность выпуска — 2 раза в неделю), газетой БГСХА «Советский студент» (тираж 1000 экз., периодичность — 2 раза в месяц), районным радиовещанием «Голос Горецкого края» (выход в эфир 2 раз в неделю, общий объём вещания — 40 минут.), новостным сайтом horki.info. В сеть кабельного телевидения включено более 1,5 тыс. абонентов.

## Образование

### Высшее образование

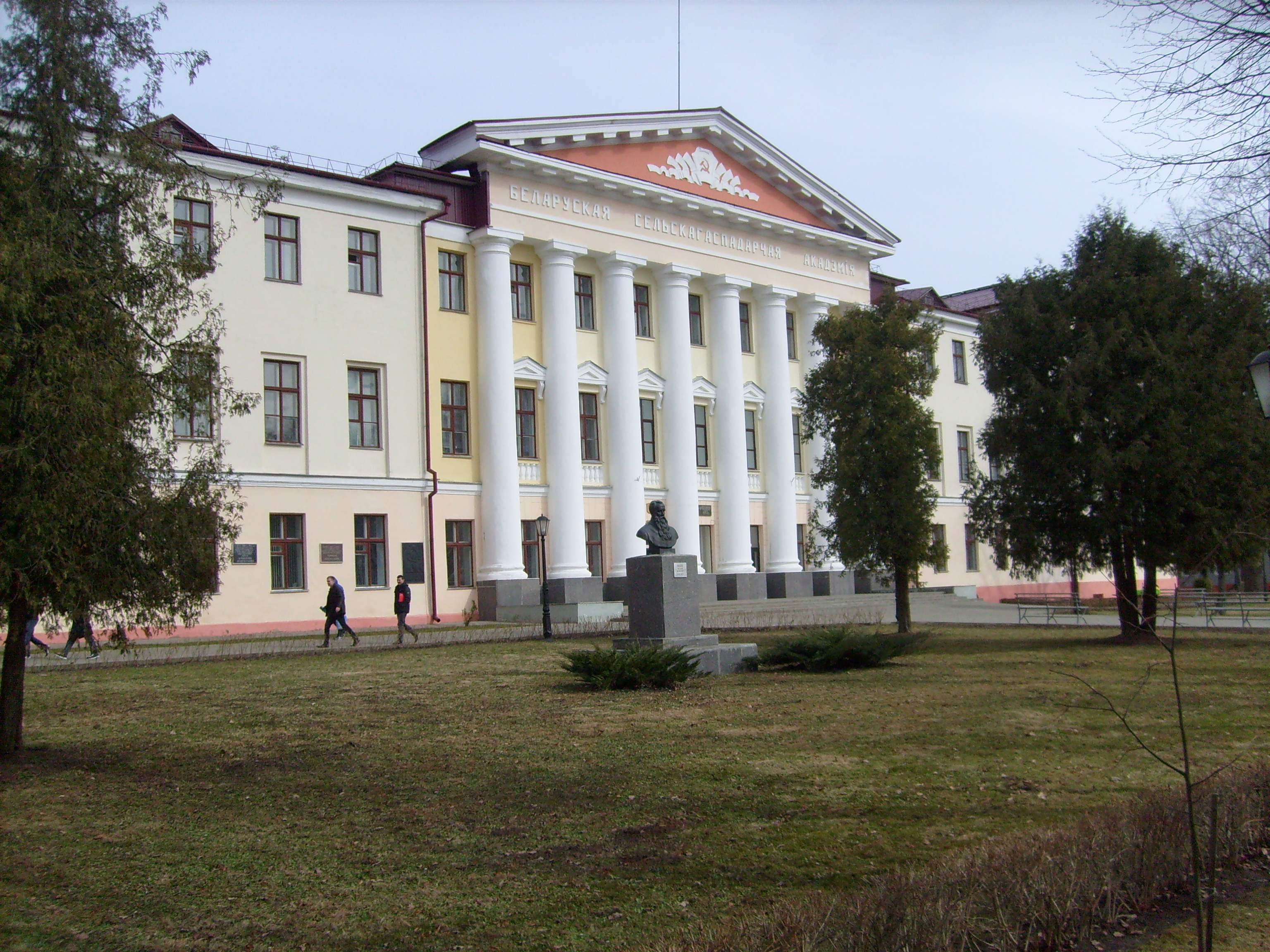
Белорусская сельскохозяйственная академия. Учебный корпус № 4

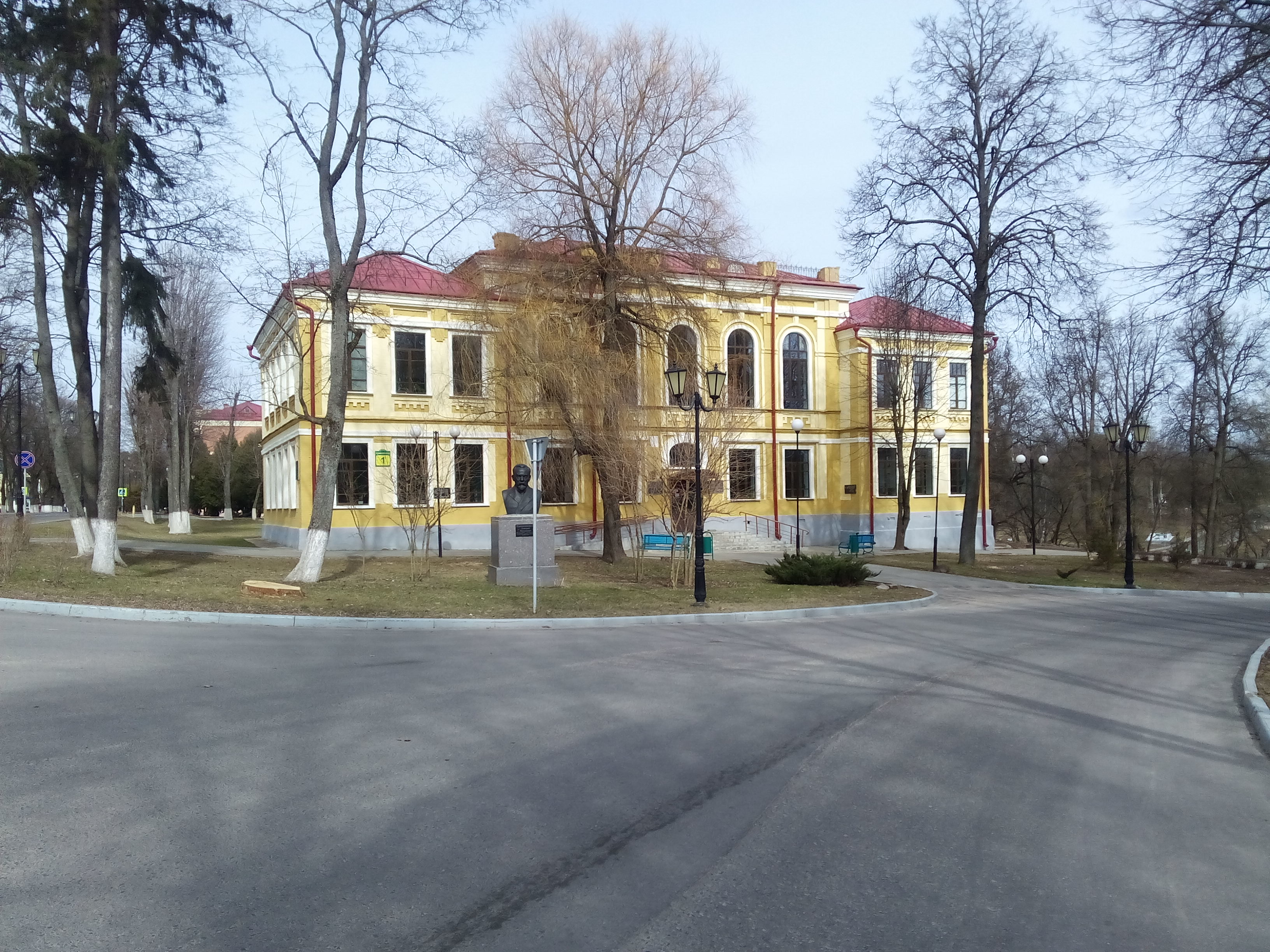
Белорусская сельскохозяйственная академия. Учебный корпус № 3

Систему высшего образования представляет Белорусская государственная сельскохозяйственная академия, в которой по 26 специальностям обучаются 13664 студентов, в том числе 5607 на дневной форме обучения. На 61 кафедре 13 факультетов, в том числе 4 факультета заочной формы обучения, трудятся 602 преподавателя, из которых 41 доктора наук и профессора, 295 кандидатов наук и доцентов. Более 50 учёных БГСХА ведут активные научные исследования и внедряют свои разработки в сельскохозяйственное производство района, области и республики.

#### Горецкий педагогический колледж
В 1975 году в посёлке Ленино Горецкого района открыто педагогическое училище, готовящее кадры учителей начальных классов. В 2004 году оно преобразовано в Горецкий педагогический колледж Могилёвского государственного университета имени А. А. Кулешова, где 74 педагога обучают 402 учащихся.

### Школьное образование
В 1992 году в Горках открыта гимназия на базе школы № 5. Сегодня в районе работают 8 средних школ, 5 — учебно-педагогических комплексов «детский сад-средняя школа», 11 дошкольных учреждений.
Работают центр коррекционно-развивающего обучения и реабилитации (ЦКРОиР), социально-педагогический центр, центр творчества детей и молодёжи, 2 детских дома семейного типа, детский центр туризма, краеведения и экскурсий (ДЦТКиЭ).
В учреждениях образования более 1000 педагогов обучают и воспитывают около 5000 учащихся и больше тысячи дошкольников. 66 % учителей имеют высшую и первую квалификационную категорию.

## Культура

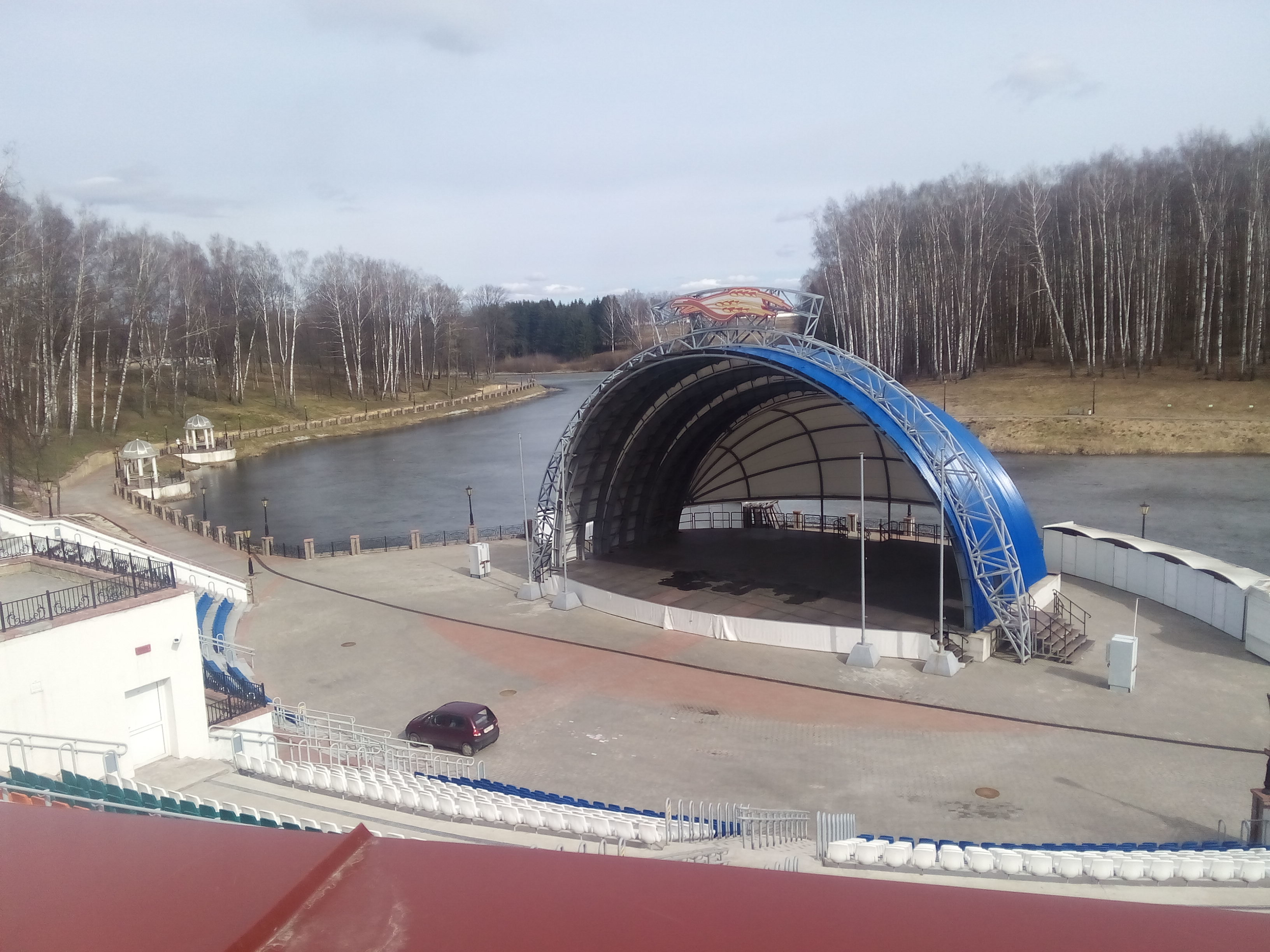
Амфитеатр у Нижнего озера

Отдел культуры Горецкого районного исполнительного комитета является структурным подразделением Горецкого районного исполнительного комитета, в своей деятельности руководствуется законодательством Республики Беларусь, Положением, утверждённым решением Горецкого районного исполнительного комитета от 8 июля 2009 года № 15-38.
Отдел культуры является юридическим лицом, финансируется из средств районного бюджета, имеет расчётные счета в банке, самостоятельный баланс, печать с изображением Государственного герба Республики Беларусь, со своим наименованием бланки и штампы.
В структуру отдела культуры входят: аппарат управления, централизованная бухгалтерия, хозяйственная группа и структурные подразделения: централизованная библиотечная система, централизованная клубная система, районный Дом ремёсел (с филиалом), Горецкий историко-этнографический музей (с филиалами), Музей советско-польского боевого содружества в аг. Ленино, Горецкая районная киновидеосеть, Горецкая детская школа искусств (с филиалами), Горецкая детская школа художественных ремёсел (с филиалами), Горецкая детская вокально-хоровая школа, Ленинская детская школа искусств и художественных ремёсел, Коптевская детская школа искусств и художественных ремёсел (с филиалами), Добровская детская школа искусств и художественных ремёсел (с филиалом), Ректянская детская школа народного творчества (с филиалом).

### Музеи

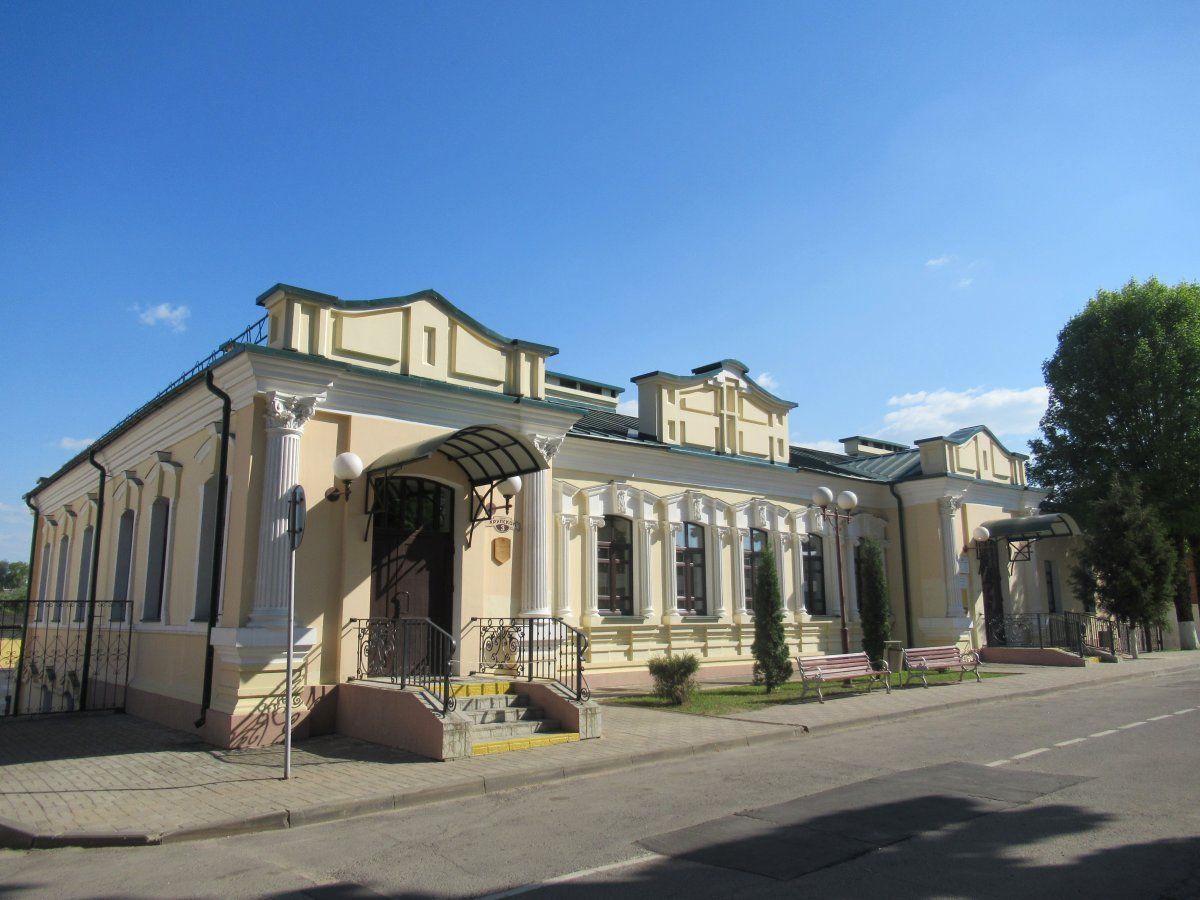
Историко-этнографический музей

- Историко-этнографический музейГорецкий районный историко-этнографический музей (ул. Крупской, 3)
- Музей Белорусской государственной сельскохозяйственной академии (Дворец Культуры академии)
- Художественная галерея
- Музей-кабинет Максима Горецкого (корпус № 4 Белорусской государственной сельскохозяйственной академии)

## События и мероприятия
- 21-22 сентября 2012 года прошёл республиканский фестиваль "Дажынкi-2012"[29][30]
- 1 июня 2019 года Горки приняли эстафету огня II Европейских игр[31]
- 22-23 июля 2022 года прошёл культурно-спортивный фестиваль «Вытокі. Крок да Алiмпу»[32][33]
- 6-15 сентября 2023 года — Марафон «17 граней единства», приуроченный ко Дню народного единства[34]

## Достопримечательность

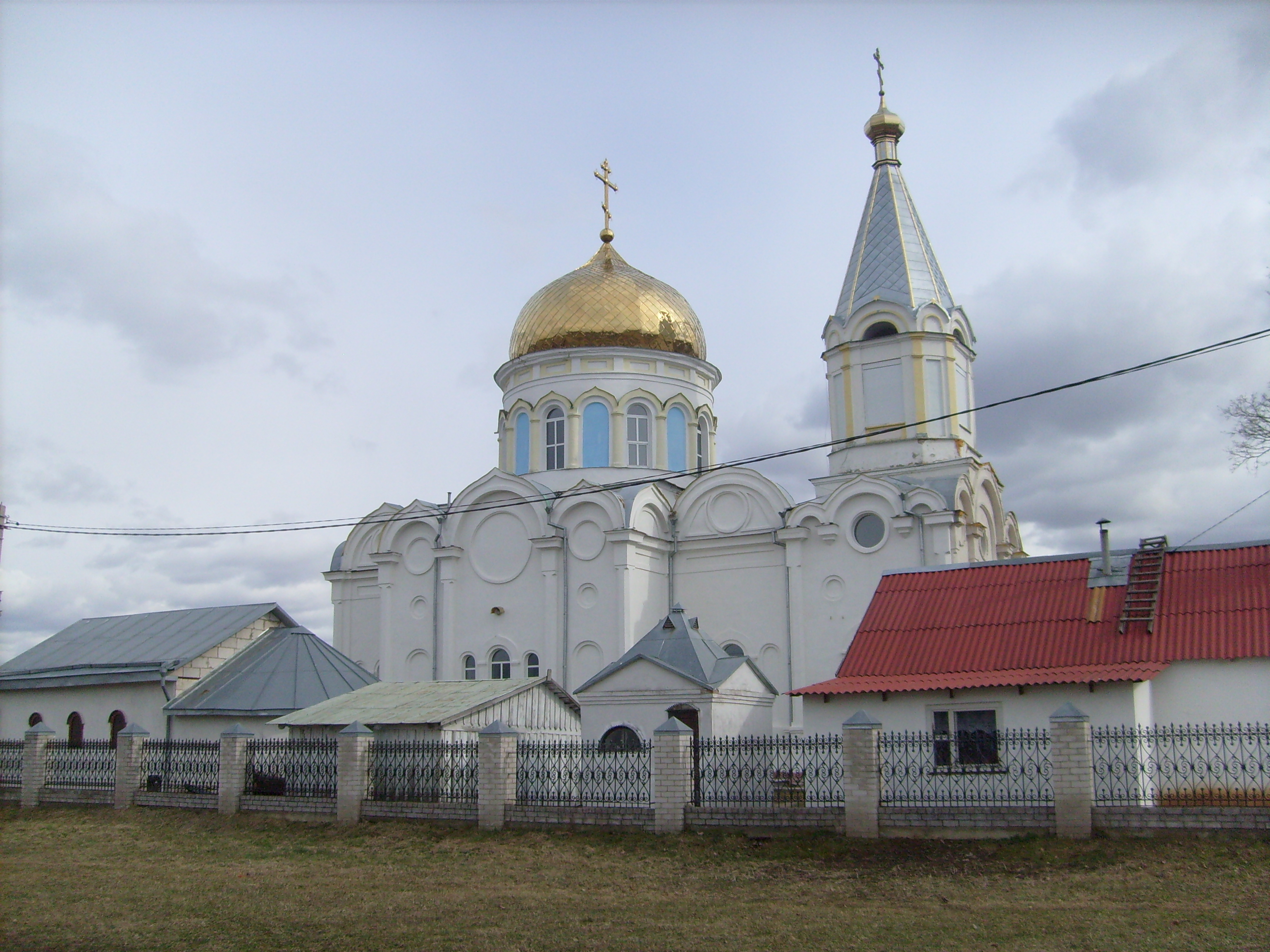
Храм Вознесения Господня

- Комплекс зданий Белорусской государственной сельскохозяйственной академии (ХІХ — XX вв.) —  Историко-культурная ценность Республики Беларусь, шифр 512Г000433
- Административное здание (памятник архитектуры). Ул. Горького, 1 —  Историко-культурная ценность Республики Беларусь, шифр 513Г000434. Построен к конце XIX — начале XX века из кирпича. Памятник эклектичной архитектуры. До 1918 года — частный дом, затем Дом профсоюзов, Горецкий райком КПБ(б). В настоящее время — отдел эстетического воспитания Горецкого районного отдела образования.
- Административное здание (памятник архитектуры). Ул. Крупской, 3 —  Историко-культурная ценность Республики Беларусь, шифр 513Г000435. Построен из кирпича к конце XIX — начале XX века. Памятник эклектичной архитектуры. До 1918 года в здании находилась аптека и завод по изготовлению крема (владелец К. Подзерский). В настоящее время —  Горецкий историко-этнографический музей .
- Здание стоматологической поликлиники (памятник архитектуры). Ул. Ленина, 22 —  Историко-культурная ценность Республики Беларусь, шифр 513Г000437. Построен к конце XIX — начале XX века из кирпича. Памятник эклектичной архитектуры. До 1918 года в здании находилась уездная управа.
- Братская могила продотрядовцев. Сквер на ул. Советская.
- Могила жертв фашизма. Расположена в урочище Белый ручей (0,8 км на Север от города). 7 октября 1941 года там похоронено 2,5 тыс. евреев Горецкого гетто, расстрелянных фашистами.
- Храм Вознесения Господня —  Историко-культурная ценность Республики Беларусь, шифр 513Г000436.

### Памятник, скульптура
- Памятник В. И. Ленину, ул. В. И. Ленина.
- Бюст И. И. Якубовскому, дважды Герою Советского Союза, маршалу СССР. Площадь имени И. И. Якубовского.
- Памятник освободителям. На пересечении двух улиц: Вокзальной и Якубовского. Противотанковая пушка на постаменте. Установлена в честь воинов Красной Армии, которая 26 июня 1944 года освободили Горки.
- Памятник сельскому труженику. На площади около кинотеатра «Крыница».
- Памятный знак "Землеустроители" (2024)[35]. Посвящён 100-летию землеустроительного факультета БГСХА. Установлен на территории академии.

### Утраченное наследие
- Свято-Николаевская церковь (1849). В 1930-е гг. переоборудована в библиотеку сельскохозяйственной академии
- Костёл Святого Андрея Баболи (XVIII в.)

## Галерея

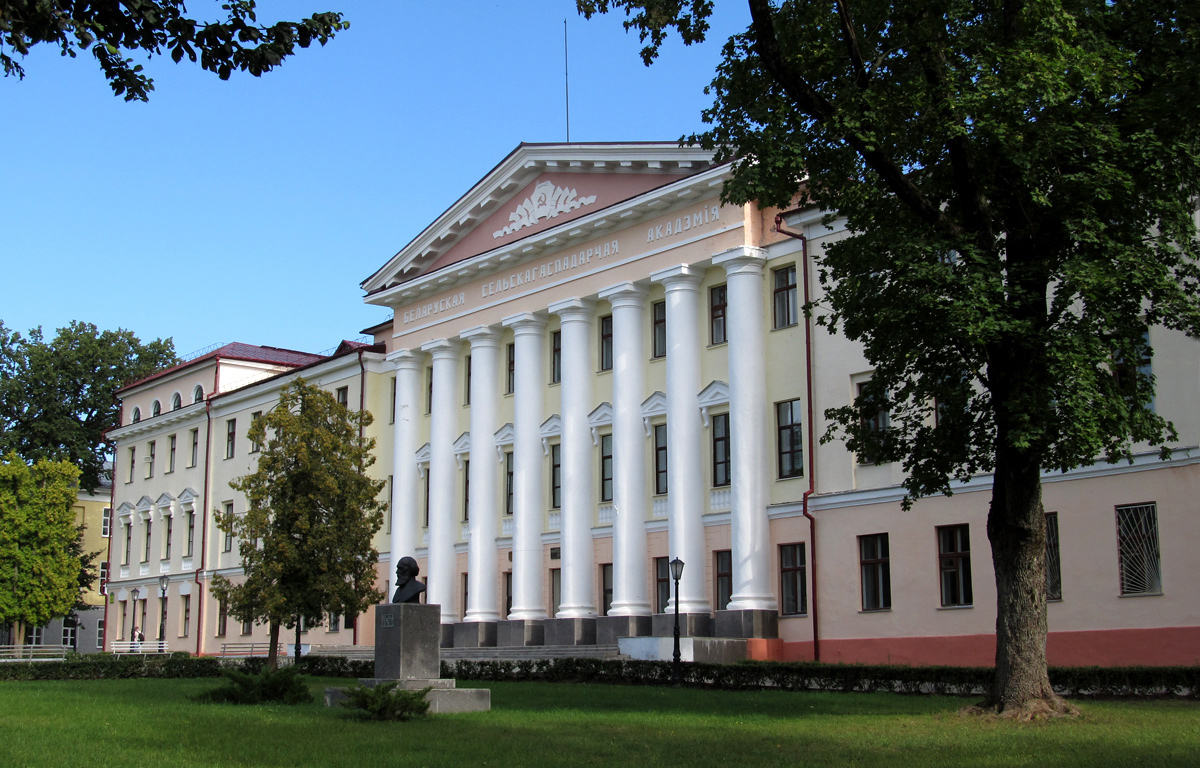
Здание Академии
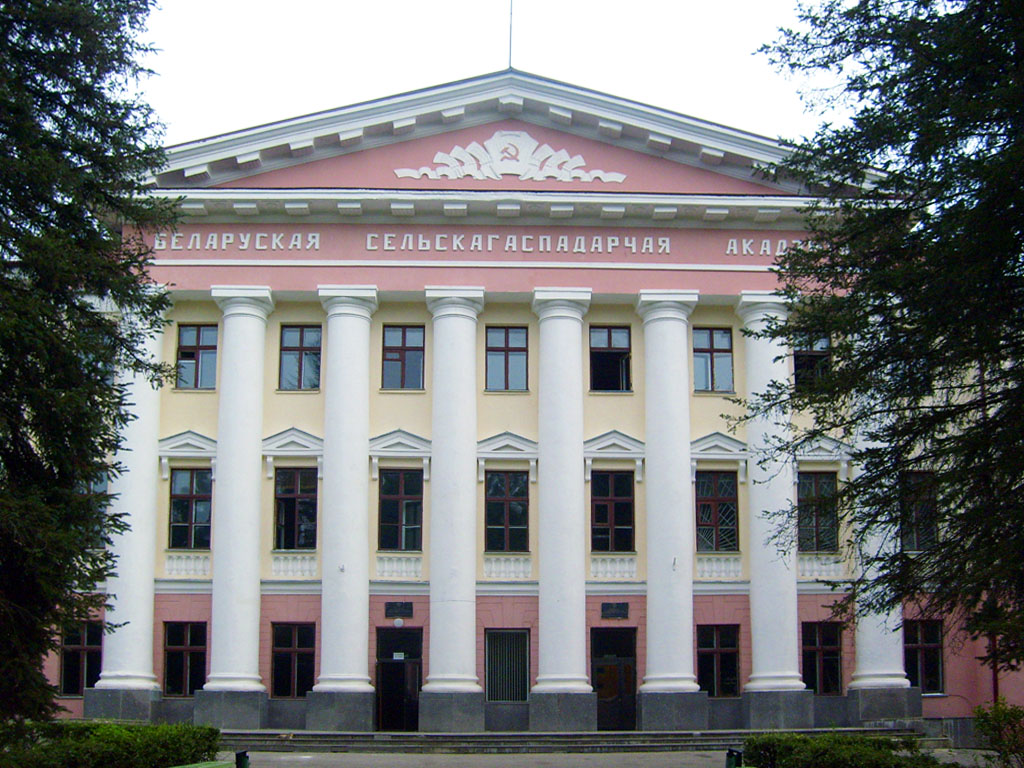
Здание Академии
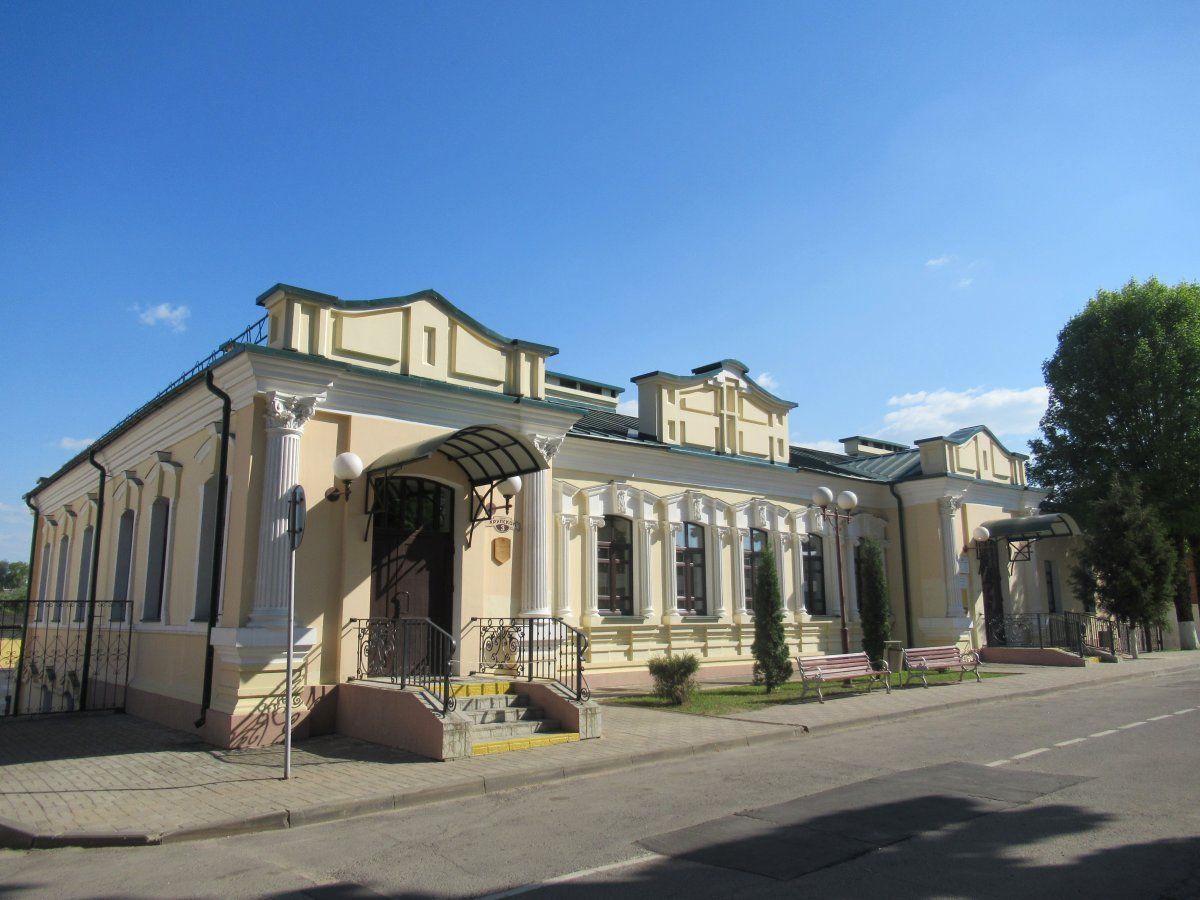
Музей
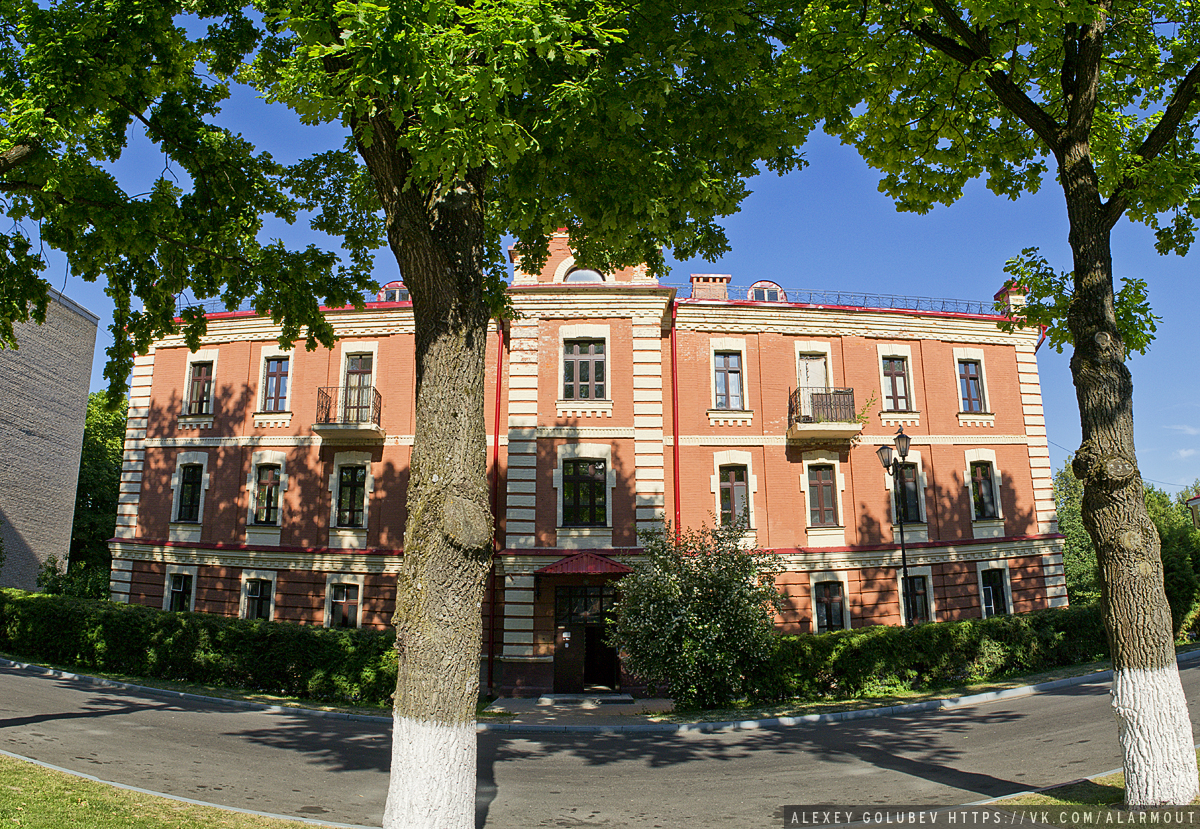
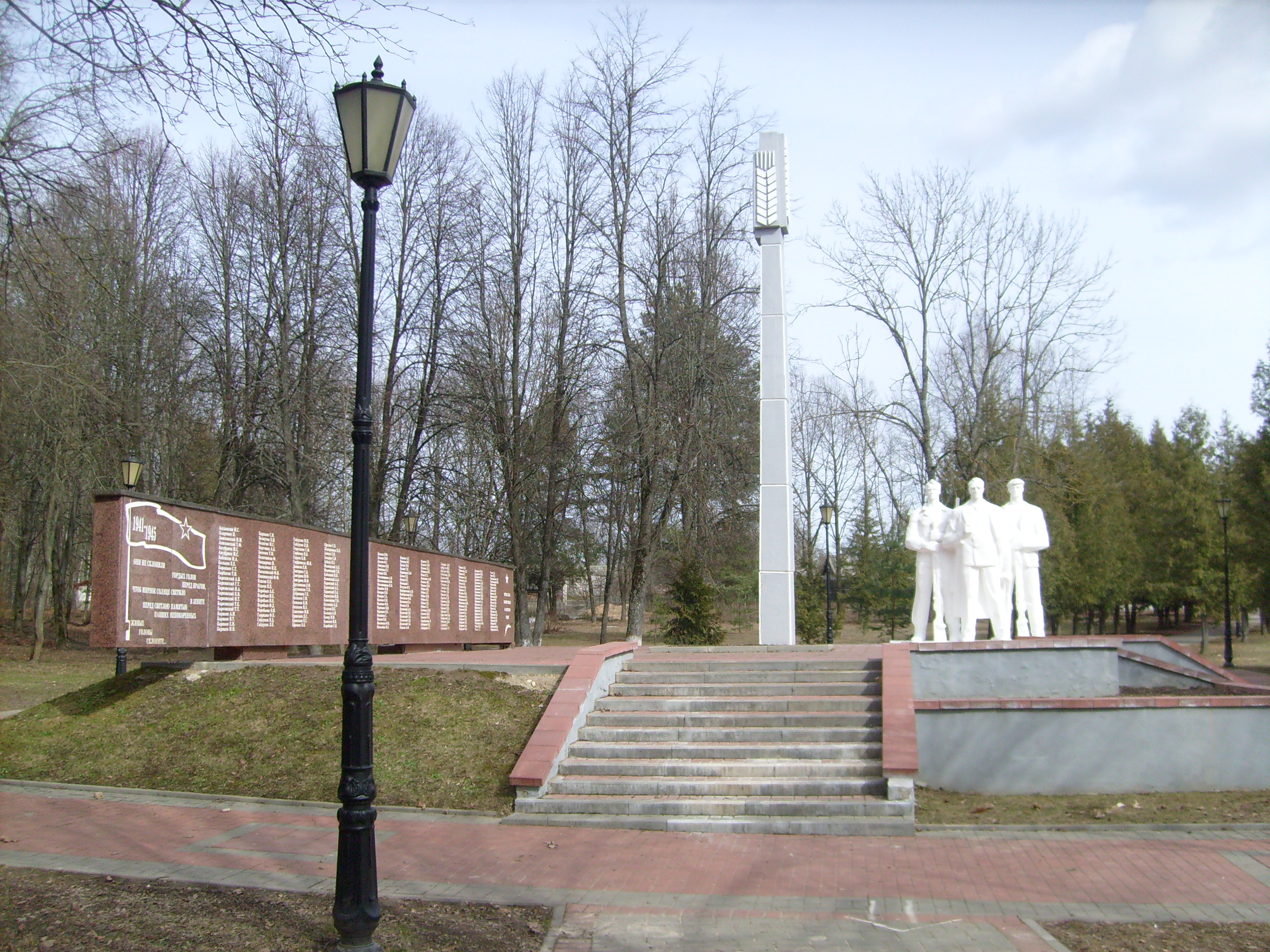
Братская могила
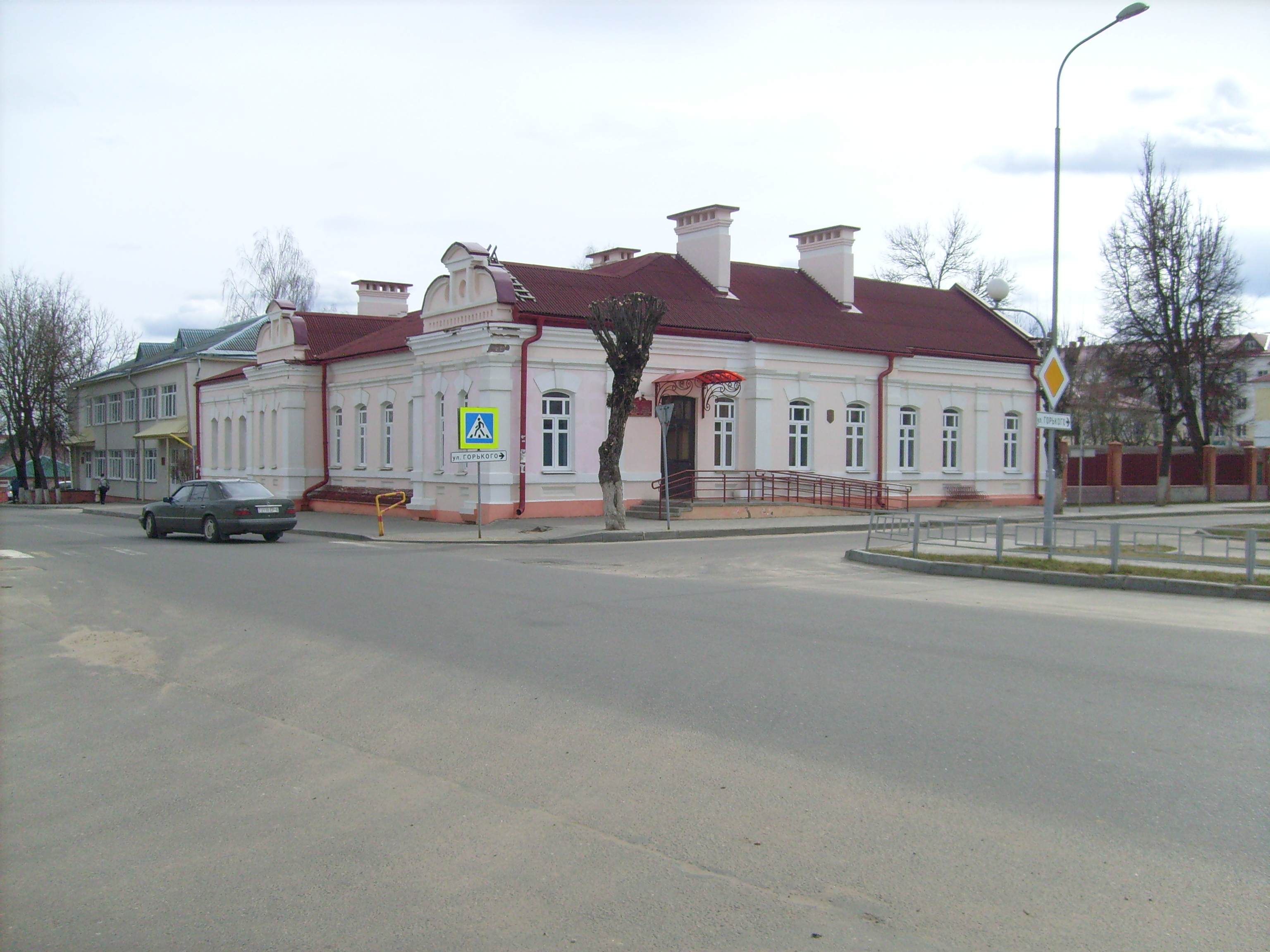
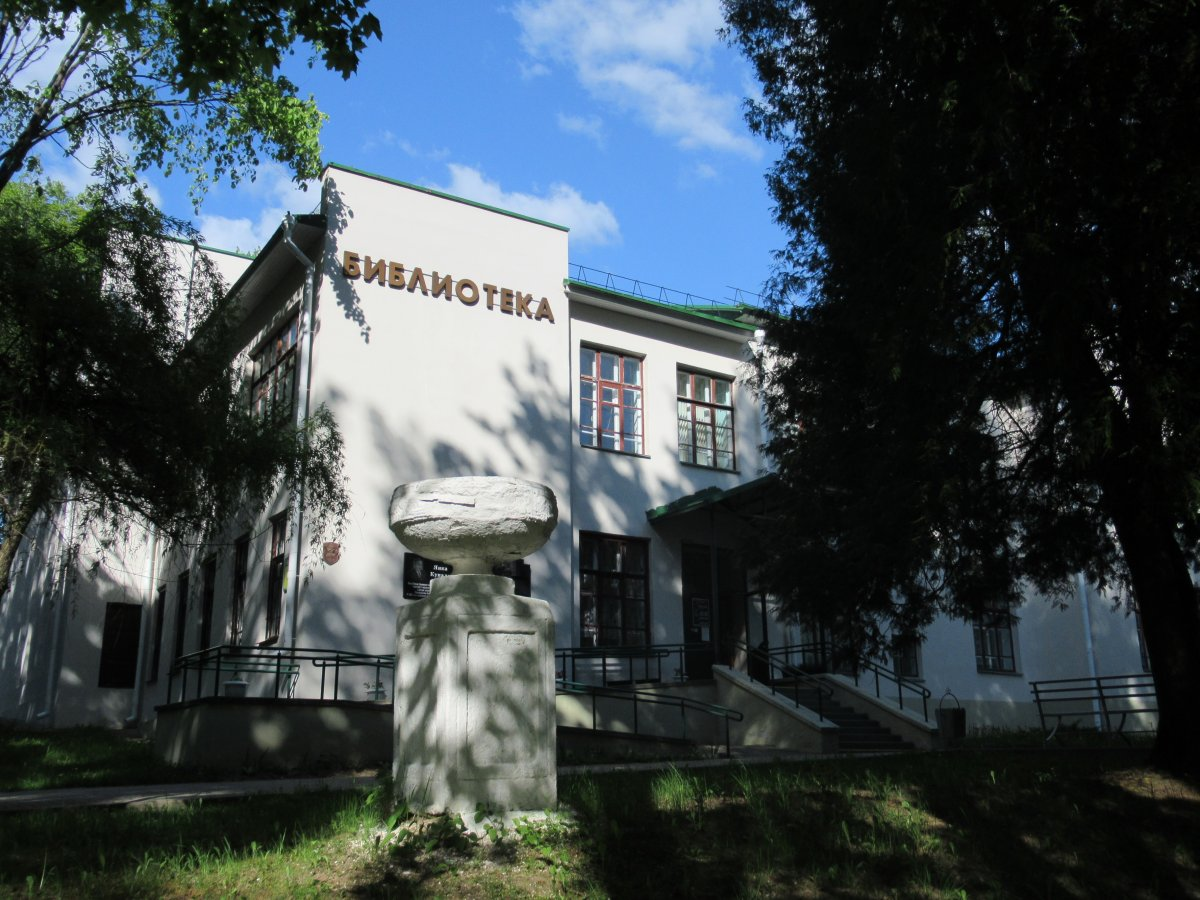
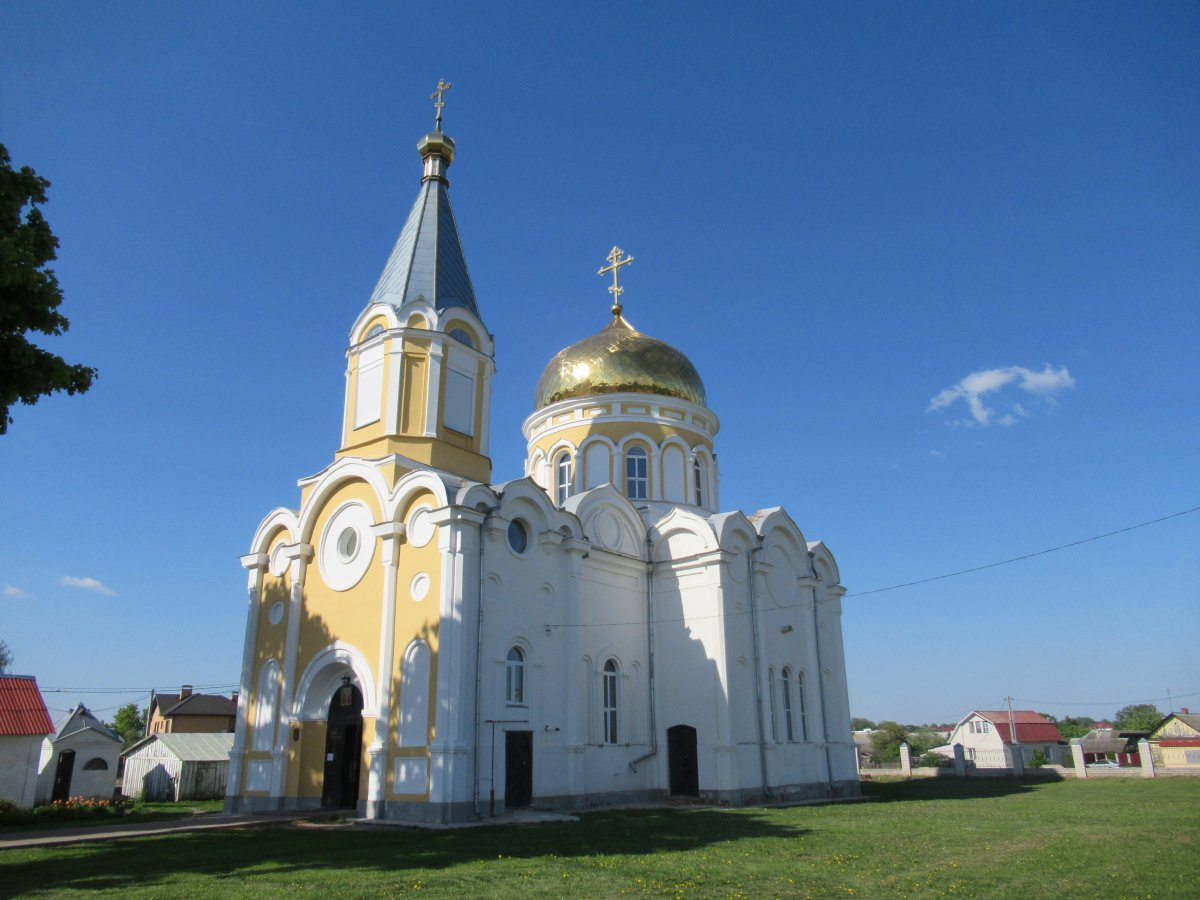
Храм
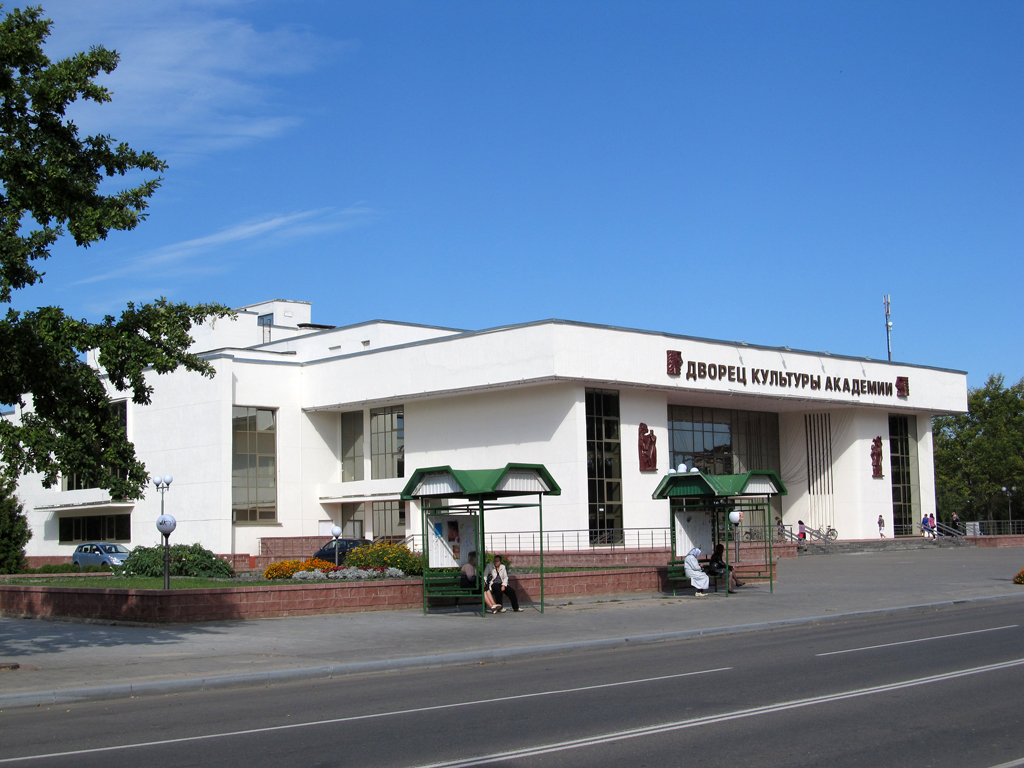
Дворец культуры
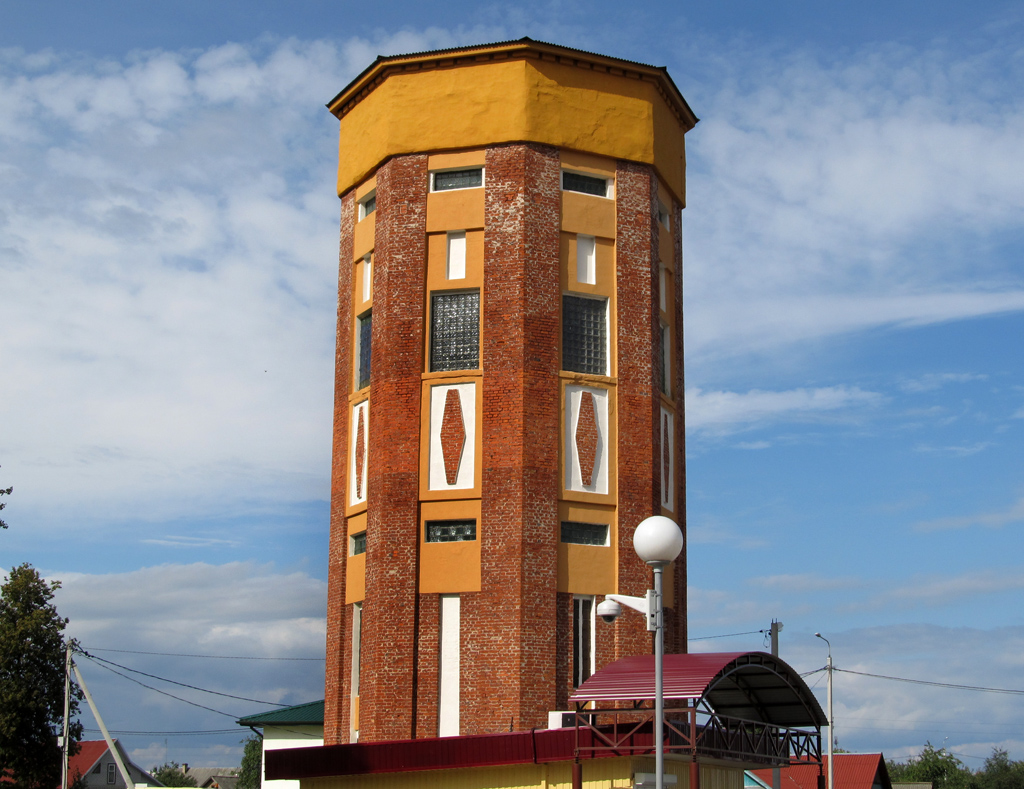
Водонапорная башня
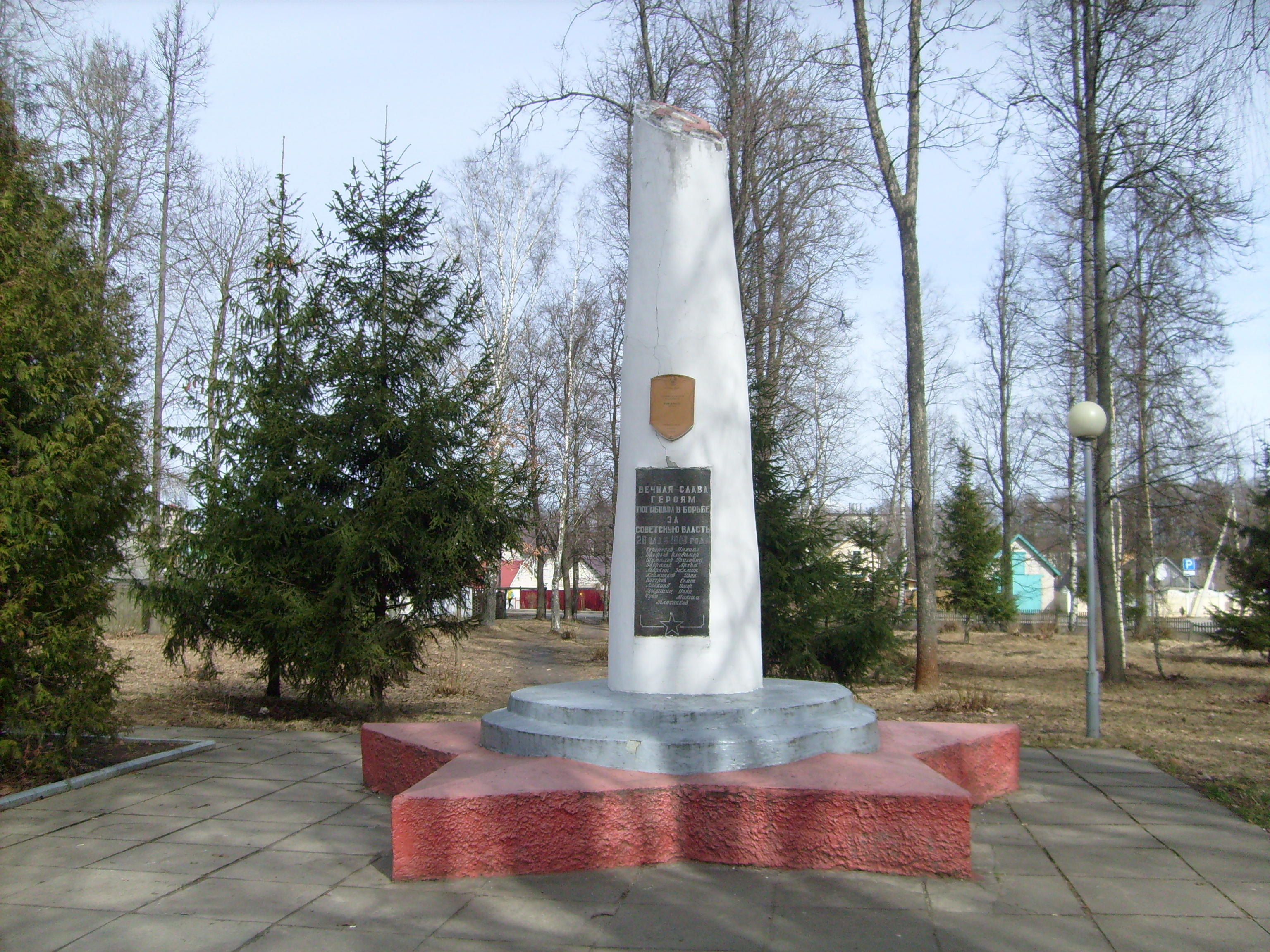
Братская могила продотрядовцев
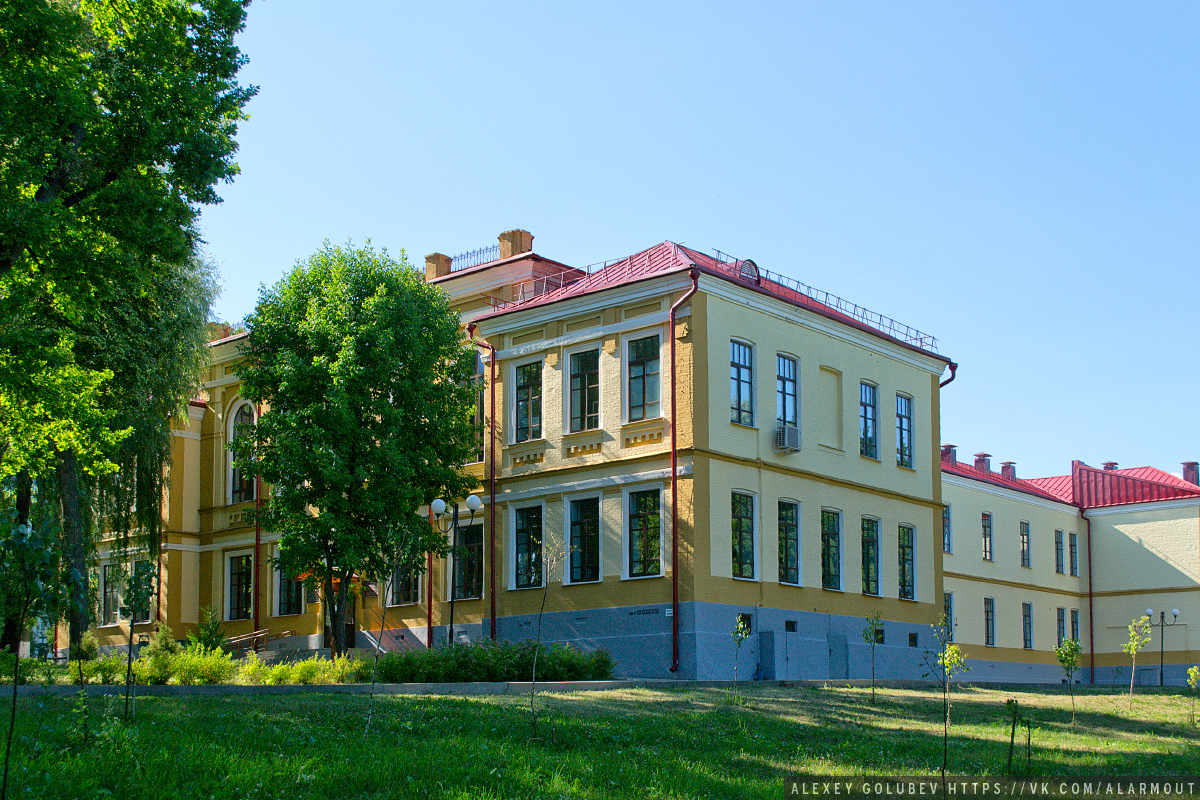

## В филателии и нумизматике
- 21 августа 2012 года Министерство связи и информатизации Республики Беларусь выпустило в обращение почтовую марку «Герб Горок» из серии «Гербы городов Беларуси»[36].

## Почётные граждане города
- Дольников Григорий Устинович (8 мая 1923 — 23 марта 1996) — легендарный советский лётчик-ас Великой Отечественной войны, в дальнейшем — советский военный советник в Египте, заместитель главнокомандующего ВВС по ВУЗам. Герой Советского Союза (1978), заслуженный военный лётчик СССР, генерал-полковник авиации, кандидат исторических наук.
- Грибков Николай Иванович (1908—1989). Родился 25 мая в г.п. Елатьма Касимовского района Рязанской области. Участник освобождения Горецкого района, Герой Советского Союза (1945). Звание присвоено в 1985 году.
- Григорьев Илья Леонович (1922—1994). Родился 15 июля в д. Селище Жарковского района Калининской области. Участник освобождения Горецкого района, Герой Советского Союза (1944). Звание присвоено в 1985 году.
- Мишина Анна Ивановна (1918—1993). Родилась 7 декабря в д. Табеково Уржумского района Кировской области. Военный лётчик. Участница освобождения Горецкого района, кавалер ордена Отечественной войны II степени. Звание присвоено в 1985 году.
- Макарова Александра Семёновна (1921—1997). Родилась 23 февраля в д. Ордино Карачаевского района Орловской области. Участница Великой Отечественной войны. С 1946 года работала медицинской сестрой в Горецкой районной поликлинике. Звание присвоено в 1987 году.
- Гусев Гурий Сергеевич (1913—1998). Награждён орденом Ленина (1966). С 1959 года жил в г. Горки: первый секретарь Горецкого РК КПБ; директор инкубаторной станции. Звание присвоено в 1997 году.
- Стельмашонок Илья Моисеевич (1918—1998). Родился 19 июля в д. Химное Осиповичского района Могилёвской области. Ветеран Великой Отечественной войны. С 1948 г. по 1989 г. работал в БГСХА. Краевед. Автор книг «Освобождение Горецкого района», «Защищая родину». Звание присвоено в 1997 году.